# Qualificazioni al campionato mondiale di calcio 2022 - AFC - seconda fase - girone E
Questa voce raccoglie i risultati delle partite del girone E valido come secondo turno di qualificazione al Campionato mondiale di calcio 2022 per la zona di competenza dell'AFC.
| Squadra     | P.ti | G | V | P | S | RF | RS | DR  |
| ----------- | ---- | - | - | - | - | -- | -- | --- |
| Qatar       | 22   | 8 | 7 | 1 | 0 | 18 | 1  | +17 |
| Oman        | 18   | 8 | 6 | 0 | 2 | 16 | 6  | +10 |
| India       | 7    | 8 | 1 | 4 | 3 | 6  | 7  | -1  |
| Afghanistan | 6    | 8 | 1 | 3 | 4 | 5  | 15 | -10 |
| Bangladesh  | 2    | 8 | 0 | 2 | 6 | 3  | 19 | -16 |

## Risultati

### 1ª giornata
| Arbitro: | Bonyadifard |

|             |           |                   |
| Chhetri 24’ | Marcatori | 82’, 90’ Al-Alawi |

| Arbitro: | Asimov |

|                                                          |           |  |
| A. Ali 4’, 10’, 51’ Al-Haydos 13’ Hassan 34’ Khoukhi 67’ | Marcatori |  |

### 2ª giornata
| Arbitro: | Zhang |

|          |           |  |
| Noor 27’ | Marcatori |  |

| Doha 10 settembre 2019, ore 19:30 UTC+3 | Qatar      | 0 – 0 referto | India | Stadio Jassim bin Hamad (12 020 spett.)\| Arbitro: \| Nasaruddin \| |
| Arbitro:                                | Nasaruddin |               |       |                                                                     |

### 3ª giornata
| Arbitro: | Heidari |

|  |           |                             |
|  | Marcatori | 28’ Abdurisag 90+2’ Boudiaf |

| Arbitro: | Al-Ali |

|                                            |           |  |
| Al-Muqbali 27’, 38’ Al-Ghassani 61’ (rig.) | Marcatori |  |

### 4ª giornata
| Arbitro: | Tufayelieh |

|          |           |           |
| Khan 88’ | Marcatori | 42’ Uddin |

| Arbitro: | Fu |

|                     |           |                 |
| Ak. Afif 2’ Ali 71’ | Marcatori | 63’ R. Al-Alawi |

### 5ª giornata
| Arbitro: | Yu |

|              |           |               |
| Nazary 45+1’ | Marcatori | 90+3’ Doungel |

| Arbitro: | Hattab |

|                                                             |           |           |
| Al-Khaldi 48’ R. Al-Alawi 68’ A. Al-Alawi 78’ Al-Hidi 90+1’ | Marcatori | 81’ Ahmed |

### 6ª giornata
| Arbitro: | Faizullin |

|  |           |                 |
|  | Marcatori | 76’ (rig.) Afif |

| Arbitro: | Gamini |

|                 |           |  |
| Al-Ghassani 33’ | Marcatori |  |

### 7ª giornata
| Arbitro: | Bin Yaacob |

|                                              |           |  |
| Hatem 9’ Afif 33’, 90+2’ Ali 72’ (rig.), 78’ | Marcatori |  |

| Arbitro: | Ma Ning |

|              |           |                |
| Popalzay 23’ | Marcatori | 13’, 51’ Fawaz |

### 8ª giornata
| Arbitro: | Bonyadifard |

|            |           |             |
| Barman 83’ | Marcatori | 47’ Sharifi |

| Arbitro: | Ning Ma |

|  |           |           |
|  | Marcatori | 33’ Hatem |

### 9ª giornata
| Arbitro: | Thamer |

|  |           |                    |
|  | Marcatori | 79’, 90+2’ Chhetri |

| Arbitro: | Perera |

|  |           |                      |
|  | Marcatori | 39’ (rig.) Al-Haidos |

### 10ª giornata
| Arbitro: | Reda |

|                  |           |            |
| Azizi 75’ (aut.) | Marcatori | 81’ Zamani |

| Arbitro: | Shaban |

|  |           |                                 |
|  | Marcatori | 22’ Al-Ghafri 60’, 80’ Al-Hajri |

Nota: l'Afghanistan ha giocato le sue partite casalinghe in Tagikistan a causa della guerra in corso.